# 罗伯特·恩迪普·坦布
罗伯特·恩迪普·坦布（Robert Ndip Tambe，1994年2月22日—）是一位喀麦隆的职业足球运动员，场上司职前锋。

## 俱乐部职业生涯
坦布从喀麦隆的恩亚拉泉体育学院开始了他的职业生涯。

### 特尔纳瓦斯巴达克
在2016年1月，坦布与斯洛伐克球队特尔纳瓦斯巴达克签订了一份为期两年的合同。

### 代米尔体育
2017年7月31日，坦布加入土耳其俱乐部代米尔体育。

### 克卢日及租借至蒂拉斯波尔警长
2018年7月4日，坦布与罗马尼亚卫冕冠军克卢日签署了合同。 在赛季上半程的所有比赛中，他在10次出场中打进了2个进球，然后在2019年1月24日同意与摩尔多瓦球队蒂拉斯波尔警长签订为期一年的租借合同。 2020年1月30日，克卢日与坦布解约。

### 陕西长安竞技
2020年2月29日，坦布加盟中甲联赛球队陕西长安竞技，但因疫情和签证原因，坦布无法前往中国与球队会合。因此球队被迫改签新外援，在一场未赛的情况下终止了与坦布的合同。

## 国际比赛生涯
坦布首次代表喀麦隆国家足球队首度亮相，就以2-0战胜冈比亚，获得2017年非洲国家杯资格。

## 荣誉

### 俱乐部赛事
克卢日
- 罗马尼亚甲级联赛: 2018-19
- 罗马尼亚超级杯: 2018

### 国际赛事
喀麦隆
- 非洲国家杯: 2017[7]